# Benedikt Hugi (Venner)
Benedikt Hugi (* um 1460 in Selzach; † 1520/1521; heimatberechtigt in Solothurn) war ein Solothurner Venner, der durch die Verteidigung der Burg Dorneck weithin bekannt wurde.

## Leben und Wirken
Benedikt Hugi wurde um 1460 in Selzach geboren. Sein Vater war der Ratsherr Hans Hugi. Er war mit Elsbeth, einer Tochter des Ratsherrn Peter Emler verheiratet und übte wie sein Vater und Bruder Urs das Metzgerhandwerk aus. Hugi starb 1520/1521 und hinterliess seinem Bruder das Haupterbe.
Hugi war Jungrat und von 1497 bis 1500 Vogt zu Dorneck. In der Schlacht bei Dornach konnte er am 22. Juli 1499 die Burg gegen das kaiserlich-deutsche Heer verteidigen. Der Sieg der Eidgenossen bedeutete das Ende des Schwabenkriegs und begründete seinen Ruhm. Als Solothurner Hauptmann war er 1500, 1503, 1511 und 1515 in der Lombardei. Im Jahr 1501 wurde Hugi wieder Jungrat, im folgenden Jahr Altrat und von 1516 bis 1518 Venner. Auf dem Höhepunkt der Mailänderkriege, von 1512 bis 1515, vertrat er den Stand Solothurn auf den Tagsatzungen, da er kein Franzosenfreund war und so besser als andere führende Solothurner Politiker für diese Aufgabe geeignet war.

## Belege
1. 1 2  Erich Meyer: Benedikt Hugi. In: Historisches Lexikon der Schweiz.  16. Januar 2008.
2. ↑  Othmar Noser: Urs Hugi. In: Historisches Lexikon der Schweiz.  16. Januar 2008.

| Personendaten    | Personendaten      |
| ---------------- | ------------------ |
| NAME             | Hugi, Benedikt     |
| KURZBESCHREIBUNG | Solothurner Venner |
| GEBURTSDATUM     | um 1460            |
| GEBURTSORT       | Selzach, Schweiz   |
| STERBEDATUM      | 1520 oder 1521     |
| STERBEORT        | Schweiz            |